# Vuelo 801 de Korean Air
El vuelo 801 de Korean Air (KE801, KAL801) fue un vuelo internacional regular de pasajeros operado por Korean Air, desde el Aeropuerto Internacional de Gimpo, Seúl, hasta el Aeropuerto Internacional Antonio B. Won Pat, Guam. El 6 de agosto de 1997, el Boeing 747-300 que operaba el vuelo se estrelló en el pico Bijia, al sur de la colina Nimitz, en Asán-Maina, Guam, mientras se aproximaba al aeropuerto de destino. 229de las 254 personas a bordo fallecieron, lo que lo convirtió en el accidente aéreo más mortífero ocurrido en territorio estadounidense y el cuarto accidente aéreo más mortífero en suelo estadounidense en general, excluyendo los atentados terroristas.
La Junta Nacional de Seguridad en el Transporte cita la mala comunicación entre la tripulación de vuelo como la causa probable de este accidente, junto con la mala toma de decisiones del capitán en la aproximación sin precisión.

## Aeronave y tripulación

### Aeronave
El avión involucrado, fabricado en 1984, fue un Boeing 747-3B5, registrado como HL7468, Boeing 747-300 que fue entregado a Korean Air el 12 de diciembre de 1984.: 16, 28 

### Tripulación
El vuelo estaba bajo el mando del capitán Park Yong-chul, de 42 años (coreano: 박용철; hanja: 朴鏞喆). El capitán tenía cerca de 9.000 horas de vuelo, incluidas 3.192 en el Boeing 747, y recientemente había recibido un premio de seguridad de vuelo por aterrizar con éxito un 747 que había sufrido una falla de motor a baja altitud. Originalmente, Park tenía previsto volar a Dubái, Emiratos Árabes Unidos, pero como no había recibido el descanso suficiente necesario para el viaje a Dubái, fue reasignado al vuelo 801.: 3, 15 El primer oficial fue Song Kyung-ho (송경호; 宋慶昊), de 40 años, que tenía más de 4000 horas de experiencia de vuelo, 1560 de ellas en el Boeing 747. El ingeniero de vuelo fue Nam Suk-hoon (남석훈; 南錫薰),de 57 años, un piloto veterano con más de 13 000 horas de vuelo, 1573 de las cuales fueron en el Boeing 747.: 12 

## Accidente

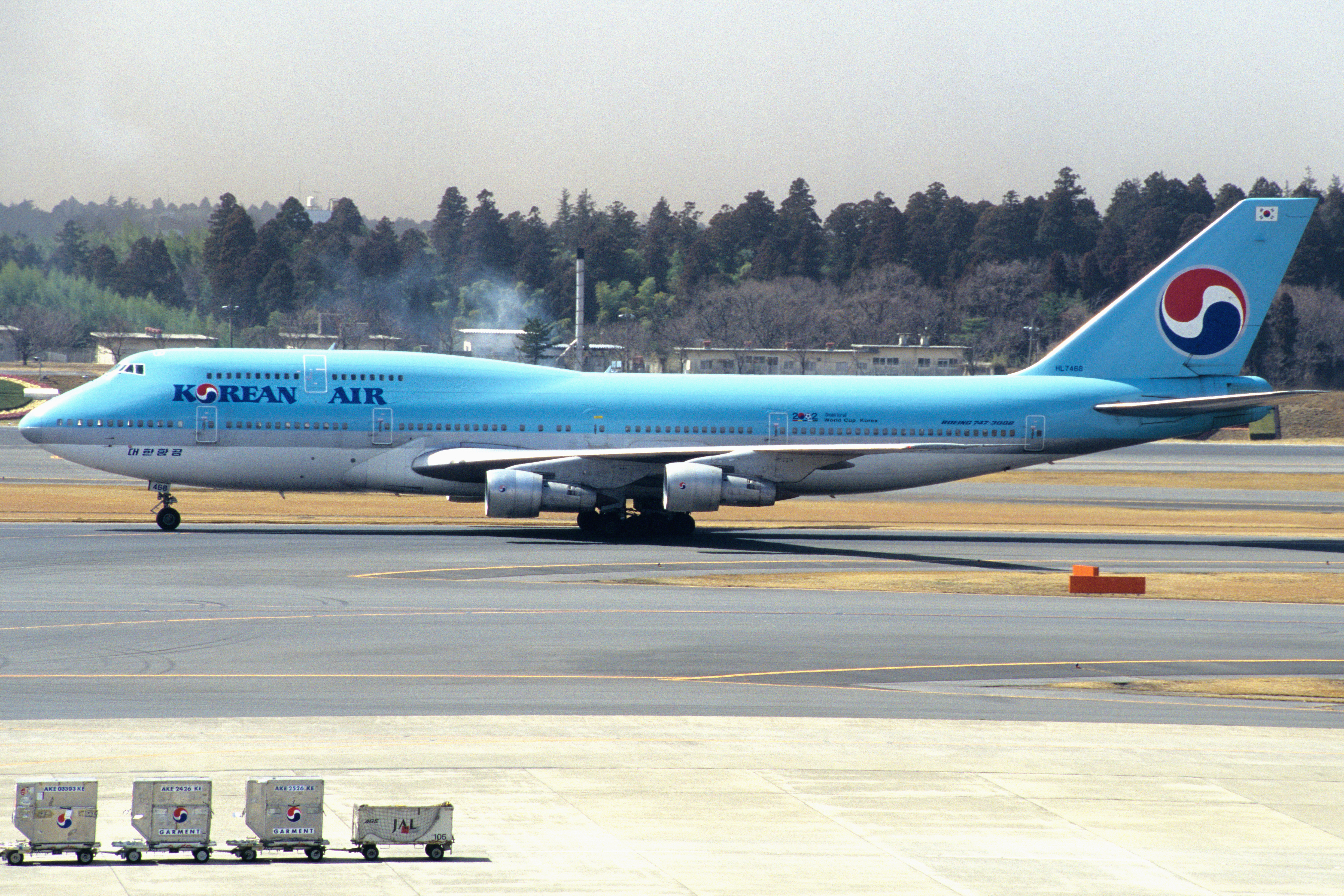
El avión involucrado en el accidente, HL7486.

En 1997, la ruta normalmente era volada por un Airbus A300, pero como Korean Air estaba a cargo de transportar a los atletas chamorros a los Mini Juegos del Pacífico Sur en Samoa Americana, la aerolínea sustituyó el 747-300, más grande, para volar la ruta ese día.
El vuelo 801 partió del Aeropuerto Internacional de Seúl-Kimpo (ahora Aeropuerto Internacional de Gimpo) a las 8:53 p. m. (9:53 p. m. hora de Guam) el 5 de agosto. Transportaba a tres miembros de la tripulación de vuelo (los dos pilotos y el ingeniero de vuelo), 14 auxiliares de vuelo y 237 pasajeros de cuatro países,: 11, 23 un total de 254 personas. De los pasajeros, tres eran niños de entre 2 y 12 años y tres tenían 24 meses o menos. : 45, 57 Seis de los pasajeros eran auxiliares de vuelo de Korean Air, que estaban en fuera de servicio.: 3, 15 
El vuelo experimentó algo de turbulencia, pero transcurrió sin incidentes hasta poco después de la 1:00 a. m. del 6 de agosto, cuando el avión se preparaba para aterrizar. Llovía intensamente en Guam, por lo que la visibilidad se redujo considerablemente, y la tripulación intentó un aterrizaje por instrumentos. El sistema de aterrizaje instrumental (ILS) de la senda de planeo de la pista 6L estaba fuera de servicio, pero el capitán Park creyó erróneamente que estaba en servicio, y a la 1:35 a. m., logró captar una señal que luego se identificó como de un dispositivo electrónico irrelevante en tierra. El primer oficial y el ingeniero de vuelo notaron que la aeronave descendía muy abruptamente y comentaron varias veces que el aeropuerto "no estaba a la vista".  A pesar de las protestas del ingeniero de vuelo Nam de que la señal detectada no era el indicador de senda de planeo, Park continuó la aproximación,y a la 1:42 am, la aeronave se estrelló en el pico Bijia justo antes de la baliza de navegación VOR NIMITZ a unas 3 millas náuticas (3,5 millas; 5,6 km) de la pista, a una altitud de 660 pies (200 m). A pesar de su nombre, el VOR NIMITZ está separado de Nimitz Hill por el valle del río Fonte, aunque el anexo de Nimitz Hill era el lugar habitado más cercano.
De las 254 personas a bordo, 229 fallecieron como consecuencia del accidente. Un sobreviviente, Hyun Seong Hong (홍현성, también escrito Hong Hyun Sung), estadounidense de 36 años, ocupaba el asiento 3B en primera clase y declaró que el accidente ocurrió tan rápido que los pasajeros "no tuvieron tiempo de gritar"y lo comparó con "una escena de película".: 45 

### Rescate
Las labores de rescate se vieron obstaculizadas por el clima, el terreno y otros problemas. Los vehículos de emergencia no pudieron acercarse debido a que un conducto de combustible, destruido por el accidente, bloqueaba la estrecha carretera. Los Seabees de la Armada de los Estados Unidos de NMCB-133 y NMCB-40 fueron de los primeros en llegar al lugar y utilizaron su equipo de movimiento de tierras para despejar los caminos y la madera del acceso al lugar del accidente. Los Seabees utilizaron retroexcavadoras para abrir el avión aún en llamas y rescatar a los supervivientes, y erigieron tiendas mortuorias para los servicios de emergencia. Surgió confusión sobre la administración de las labores; el accidente ocurrió en terrenos propiedad de la Armada de los Estados Unidos, pero las autoridades civiles inicialmente se atribuyeron la autoridad. El casco se había desintegrado y el combustible para aviones en los tanques de las alas había provocado un incendio que aún ardía ocho horas después del impacto.: 9, 45–48 

### Rika Matsuda
El gobernador Carl Gutiérrez encontró a Rika Matsuda, de 11 años, de Japón, que había abordado el vuelo con su madre, Shigeko, de 44 años. Se dirigían a Guam de vacaciones. Rika Matsuda describió a los intérpretes lo que les sucedió a ella y a su madre.El equipaje se amontonó sobre la niña y su madre cuando ocurrió el accidente; Rika Matsuda dijo que su madre, incapaz de liberarse, le pidió que se fuera.Shigeko falleció en el incendio. Tras escapar del avión, Rika encontró a un auxiliar de vuelo sobreviviente, Lee Yong Ho (이용호). Permanecieron juntos hasta que Gutiérrez los encontró.Rika Matsuda, atendida en el Hospital Guam Memorial de Tamuning, fue dada de alta el 7 de agosto de 1997 y se reunió con su padre, Tatsuo Matsuda. Ambos fueron escoltados a la Casa del Gobernador, donde fueron invitados por Gutiérrez y la Primera Dama de Guam, Geri Gutiérrez, durante varios días. Posteriormente, Rika y Tatsuo Matsuda volaron a Japón.

## Víctimas

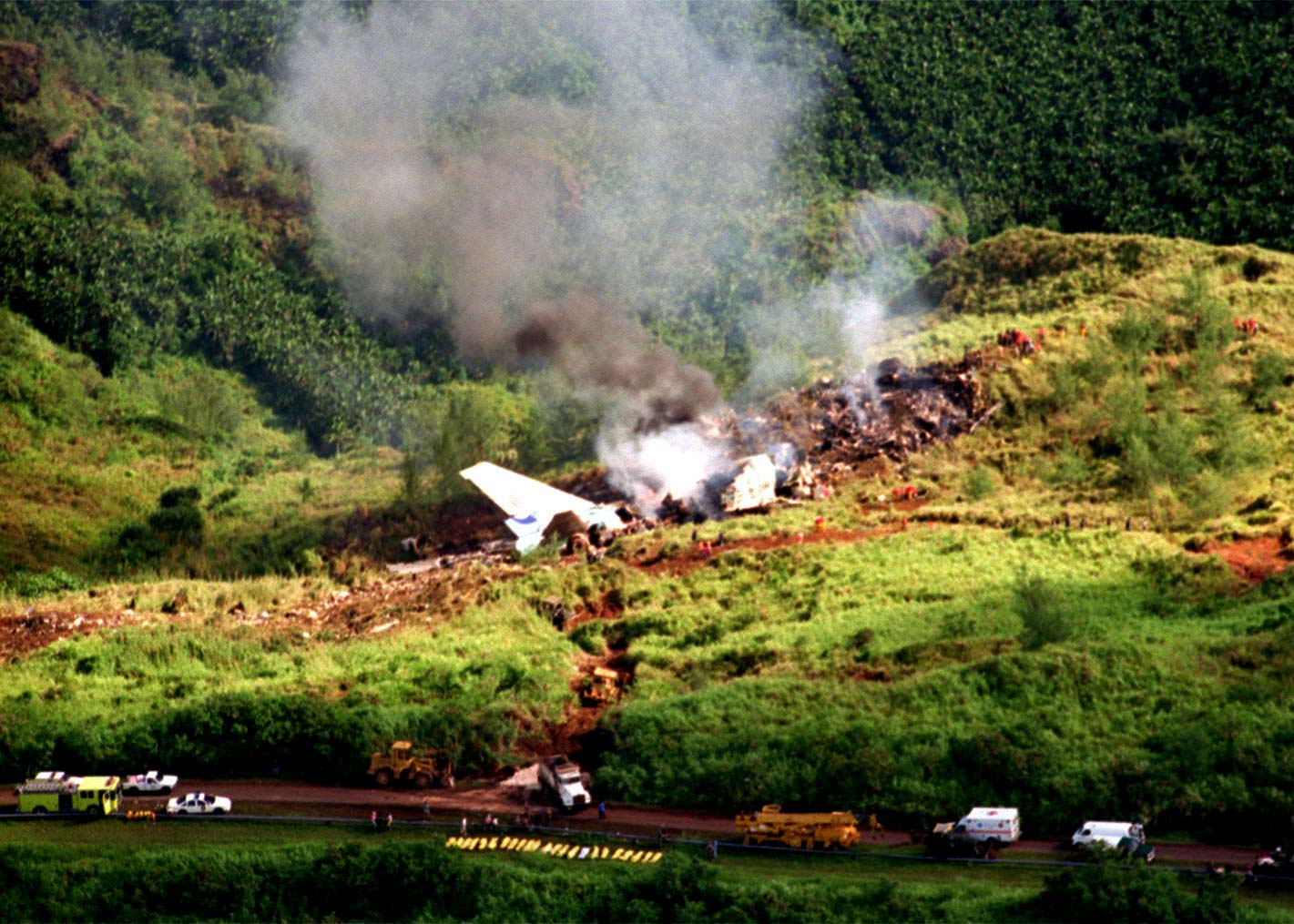
Restos tras el impacto.

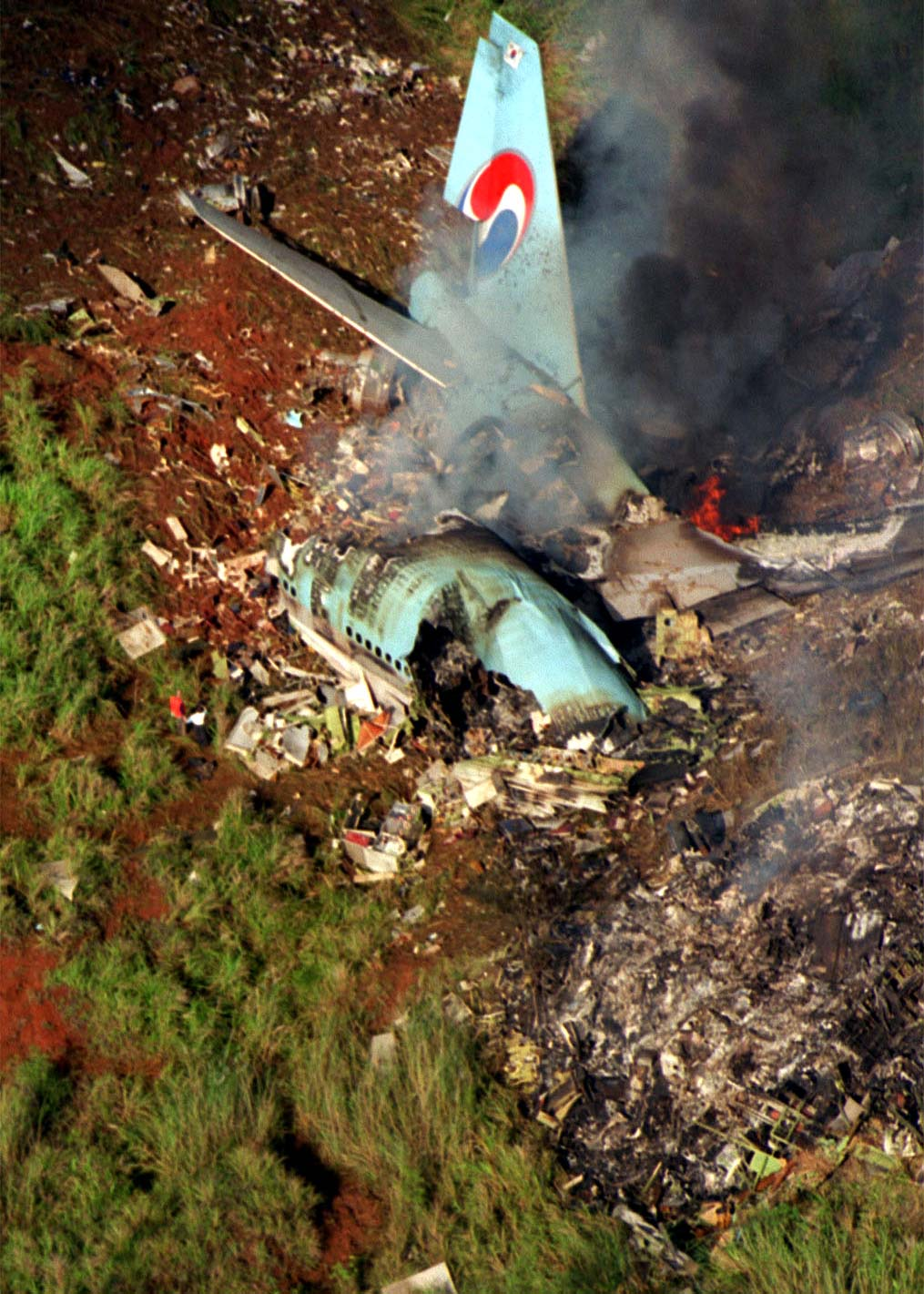
Restos tras el impacto desde el aire.

La mayoría de los pasajeros a bordo iban de vacaciones o de luna de miel a Guam.
| Nacionalidad   | Pasajeros | Pasajeros | Tripulación | Tripulación | Total | Total   |
| Nacionalidad   | Total     | Muertos   | Total       | Muertos     | Total | Muertos |
| -------------- | --------- | --------- | ----------- | ----------- | ----- | ------- |
| Corea del Sur  | 218       | 199       | 17          | 14          | 235   | 213     |
| Nueva Zelanda  | 1         | 0         | 0           | 0           | 1     | 0       |
| Estados Unidos | 13        | 10        | 0           | 0           | 13    | 10      |
| Japón          | 5         | 5         | 0           | 0           | 5     | 5       |
| Total          | 237       | 214       | 17          | 14          | 254   | 228     |

De las 254 personas a bordo, 223 personas (209 pasajeros y 14 miembros de la tripulación, los 3 de vuelo y los 11 de cabina) murieron en el lugar.: 45, 57 
De los 31 ocupantes encontrados con vida por los equipos de rescate, 2 murieron en el camino al hospital y otros 3 en el hospital.: 3, 15, 45, 57 Entre los sobrevivientes, 16 sufrieron quemaduras. Los 26 sobrevivientes fueron atendidos inicialmente en el Hospital Guam Memorial de Tamuning o en el Hospital Naval de Guam en Agana Heights. Cuatro fueron trasladados posteriormente al Centro de Quemados del Ejército de EE. UU. en San Antonio, Texas,y ocho al Hospital Universitario de Seúl. El 10 de octubre de ese año, un pasajero falleció a causa de las lesiones sufridas en el accidente, lo que elevó el número de fallecidos a 229 y el de supervivientes a 25.
Veintidós pasajeros y tres auxiliares de vuelo sobrevivieron al accidente con heridas graves. De los sobrevivientes, 7 pasajeros y un auxiliar de vuelo se encontraban en primera clase, un auxiliar de vuelo estaba en clase ejecutiva, 7 pasajeros se encontraban en la parte delantera de clase económica y 9 pasajeros y un auxiliar se encontraban en la parte trasera de la clase económica. Ninguna persona de las que se encontraban en la cabina superior del avión sobrevivió.: 11, 23, 45, 57 

### Pasajeros notables
Shin Ki-ha, parlamentario surcoreano durante cuatro mandatos y exlíder del Congreso Nacional para una Nueva Política, viajó con su esposa y unos 20 miembros del partido. Shin y su esposa fallecieron en el accidente.

### Identificación y repatriación de cadáveres
El 13 de agosto de 1997, doce conjuntos de restos fueron llevados al aeropuerto de Guam para su repatriación a Seúl. Clifford Guzmán, asesor del gobernador, declaró que dos de los doce fueron devueltos a la morgue. De los diez, uno fue identificado erróneamente y tuvo que ser cambiado de lugar antes del despegue. Los diez cuerpos transportados a Seúl eran los de siete pasajeros y tres azafatas. Ese mismo día, Matthew Furman, funcionario de asuntos familiares de la NTSB, declaró que, para esa fecha, se habían identificado 46 cuerpos en total.

## Investigación
La Junta Nacional de Seguridad en el Transporte de Estados Unidos (NTSB) investigó el accidente, ya que ocurrió en territorio estadounidense.
Una observación meteorológica especial realizada a las 01:32, 10 minutos antes del impacto, informó:

Viento 090° a 6 nudos; visibilidad—7 millas; clima actual—cerca de chubascos; estado del cielo—dispersos 1.600 pies, rotos 2.500 pies, nublado 5.000 pies [sobre el nivel del suelo]; temperatura—27 °C; punto de rocío—25 °C; ajuste del altímetro 29,85 pulgadas de Hg; observaciones—chubascos en las proximidades noroeste-noreste.: 20 

Otra observación meteorológica especial realizada a las 01:47, cinco minutos después del impacto, informó:

Viento variable a 4 nudos; visibilidad: 5 millas; clima actual: lluvia ligera; estado del cielo: pocos 1.500 pies, dispersos 2.500 pies, nublado 4.000 pies; temperatura: 26 °C; punto de rocío: 24 °C; altímetro 29,85 pulgadas de Hg.: 21 

La tripulación había estado usando una carta aeronáutica obsoleta a la que le faltaba el símbolo de obstrucción de 724 pies (221 m) representado en el VOR NIMITZ, y ese mapa indicaba que la altitud mínima segura al cruzar el VOR NIMITZ para una aeronave que aterrizaba era de 1.300 pies (400 m) en oposición a la altitud actualizada de 1.440 pies (440 m).: 36 El vuelo 801 se estrelló cerca del VOR NIMITZ, situado en el pico Bijia a una altitud de 210 m (680 pies) a la 1:42 a. m., cuando descendió por debajo de la altitud mínima de seguridad de 440 pies durante su aproximación para el aterrizaje. El informe también identificó que el capitán pudo haber creído erróneamente que el avión estaba más cerca del aeropuerto de lo que estaba, y pudo haber existido confusión sobre la ubicación del equipo de medición de distancia (DME) en relación con el aeropuerto, ya que la tripulación anticipó que el VOR/DME estaría ubicado en el aeropuerto. El DME estaba ubicado en el VOR NIMITZ a unas 3,3 nmi (3,8 mi; 6,1 km) del aeropuerto y dicha configuración no había sido parte del entrenamiento en simulador de Korean Air, ya que el entrenamiento de la tripulación para tales aproximaciones que no eran de precisión se llevó a cabo en escenarios en los que el DME estaba ubicado en el aeropuerto. Sin embargo, las distancias correctas del DME se mostraron en la carta de aproximación.: 144 
La NTSB criticó la supervisión de la aproximación por parte de la tripulación, y criticó aún más por qué el copiloto y el ingeniero de vuelo no cuestionaron al capitán por sus errores. Incluso antes del accidente, el programa de gestión de recursos de la tripulación de Korean Air ya intentaba promover un ambiente de confianza entre la tripulación, exigiendo al copiloto y al ingeniero de vuelo que cuestionaran al capitán si se sentían preocupados.: 59 Sin embargo, la tripulación solo empezó a cuestionar al capitán seis segundos antes del impacto, cuando el copiloto le instó a realizar una aproximación frustrada. Según la grabadora de voz de cabina, la tripulación le sugirió al capitán que había cometido un error, pero no le advirtió explícitamente.La tripulación de vuelo tuvo la oportunidad de ser más agresiva en su desafío, y el primer oficial incluso pudo tomar el control de la aeronave y ejecutar él mismo una aproximación frustrada, lo que habría evitado el accidente, pero no lo hizo. A pesar de examinar la cultura de seguridad de Korean Air y los incidentes previos, la NTSB no pudo determinar las razones exactas por las que la tripulación de vuelo no desafió al capitán, pero al mismo tiempo señaló que "los problemas asociados con los oficiales subordinados que desafían a un capitán son bien conocidos".: 145–148 
El control de tráfico aéreo (ATC) también influyó en el accidente. El controlador de centro/aproximación, Kurt James Mayo, de 39 años, no siguió los procedimientos estándar del ATC y no supervisó la aeronave durante su descenso.En concreto, no monitoreó el vuelo después de que la tripulación cambiara a la frecuencia de la torre, como se requería, no emitió un aviso de posición a la tripulación al autorizarla para la aproximación (lo que les habría aconsejado cotejar su posición en el radar con la de otros instrumentos de vuelo) y no monitoreó el vuelo en la pantalla del radar terminal, que mostraba el terreno de la zona porque el servicio de radar se había interrumpido en ese momento. La NTSB declaró que si Mayo hubiera seguido los procedimientos, el accidente podría haberse evitado o, al menos, reducido su gravedad.: 152–154 El controlador de la torre, Marty Irvin Theobald (también de 39 años), también fue criticado por no alertar a la tripulación, ya que Mayo desconocía la baja altitud del avión y no le proporcionó una alerta.: 173–174 
La NTSB también criticó a los servicios de emergencia por la demora en la operación de rescate, argumentando que la mayoría de los factores que retrasaron la respuesta eran evitables. Entre estos factores se incluyen el desconocimiento inicial del ATC sobre el accidente, una falla en los frenos de un camión de bomberos y la demora en notificar al departamento de bomberos. La NTSB también concluyó que al menos una persona que sobrevivió al accidente inicial podría haberse recuperado si la respuesta no se hubiera retrasado.: 158, 173–174 

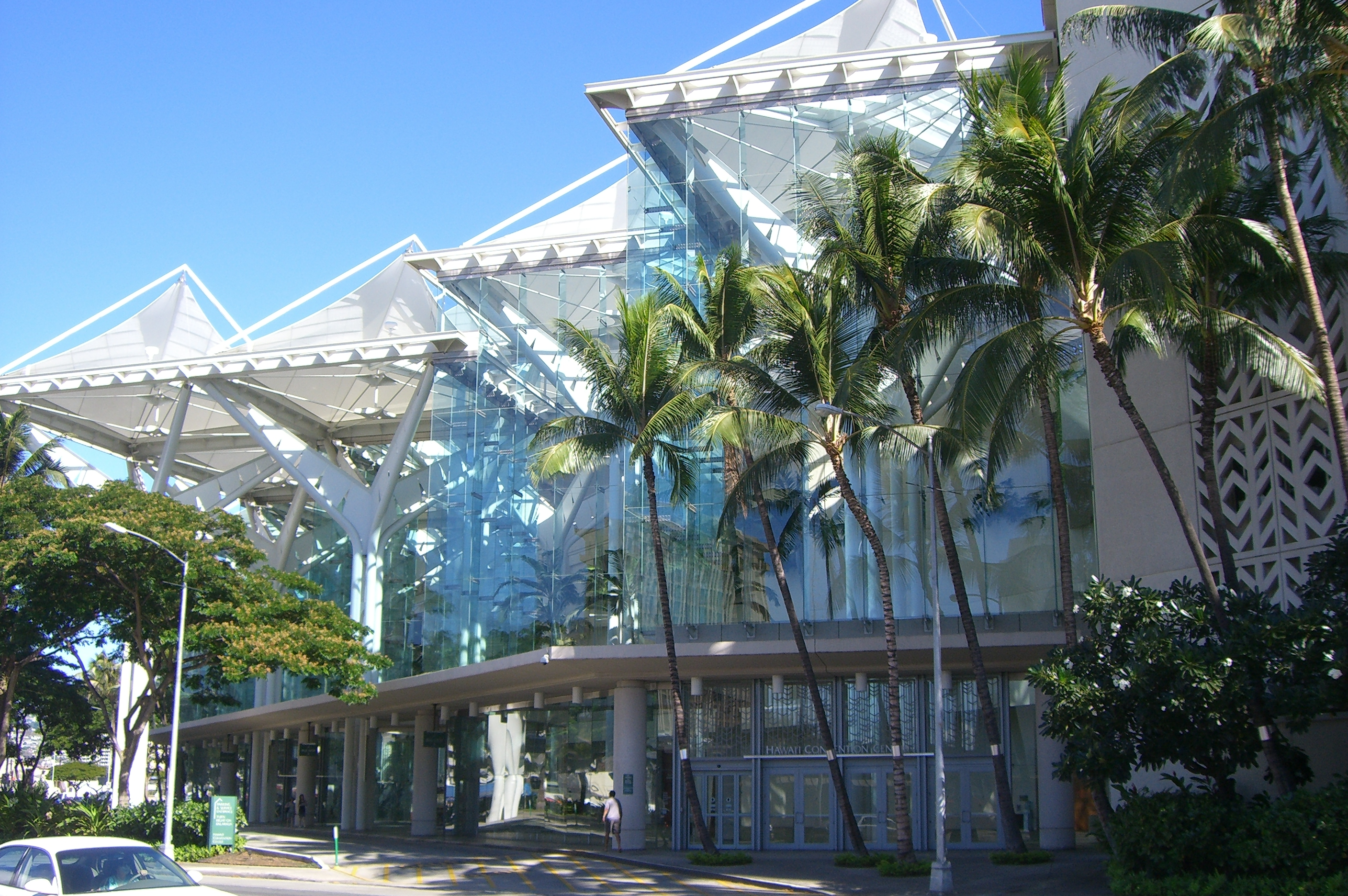
El Centro de Convenciones de Hawái es donde la NTSB celebró sus audiencias públicas sobre el vuelo 801.

La NTSB presentó sus conclusiones los días 24, 25 y 26 de marzo de 1998, en el Centro de Convenciones de Hawái, en Honolulu.
La sección del informe titulada "Causa Probable" concluyó:

La Junta Nacional de Seguridad en el Transporte (NTSB) determina que la causa probable de este accidente fue la incapacidad del capitán para informar y ejecutar adecuadamente la aproximación no precisa, así como la incapacidad del primer oficial y del ingeniero de vuelo para supervisar y verificar eficazmente la ejecución de la aproximación por parte del capitán. A estas fallas contribuyeron la fatiga del capitán y la capacitación inadecuada de la tripulación de vuelo de Korean Air. También contribuyeron al accidente la inhibición intencional del sistema de alerta de altitud mínima segura en Guam por parte de la Administración Federal de Aviación (FAA) y la incapacidad de la agencia para gestionar adecuadamente el sistema.: xi, 175 

El informe de la investigación indicó que un factor contribuyente fue que el sistema de advertencia de altitud mínima segura (MSAW) del ATC en el Aeropuerto Internacional Antonio B. Won Pat había sido modificado deliberadamente para limitar las alarmas falsas y no podía detectar una aeronave que se aproximaba por debajo de la altitud mínima segura.: 175 La causa probable del accidente fue la mala ejecución de la aproximación de no precisión por parte del capitán,: 175  la fatiga del capitán, la mala comunicación entre la tripulación de vuelo y la falta de entrenamiento de la tripulación de vuelo de Korean Air.: 175 

## Consecuencias y legados

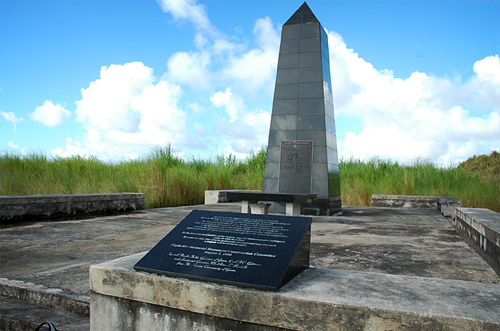
Monumento conmemorativo del accidente del vuelo 801 de Korean Air en Asán-Maina, Guam.

Tras el accidente, la aerolínea puso a disposición varios vuelos para unos 300 familiares para que pudieran acudir al lugar del accidente.
El 13 de agosto de 1997, 50 manifestantes realizaron una sentada en el aeropuerto de Guam, diciendo que la recuperación de los muertos estaba tomando demasiado tiempo; se sentaron sobre mantas y hojas de papel en el mostrador de Korean Air.
El 5 de agosto de 1998, primer aniversario del accidente, se inauguró un obelisco de mármol negro en el lugar del accidente como monumento a las víctimas.
Después del accidente, los servicios de Korean Air a Guam fueron suspendidos por más de cuatro años, lo que provocó que menos turistas visitaran Guam y mayores pérdidas para Korean Air.Cuando se reanudaron los servicios Seúl-Guam en diciembre de 2001,el número de vuelo se cambió a 805. Los números de vuelo para su ruta Seúl-Guam a partir del 3 de octubre de 2023 se cambiaron nuevamente a 421 y 423, y sus vuelos operaron desde Incheon en lugar de Gimpo, utilizando un Boeing 737-800 para el vuelo 423 o un Airbus A330-300 para el vuelo 421; sin embargo, desde el 29 de octubre de 2023, esos vuelos han sido operados por un Airbus A321neo y un Boeing 777-200ER, respectivamente.
En 2000 se resolvió una demanda por valor de 70 millones de dólares en nombre de 54 familias contra la aerolínea.
El neozelandés Barry Small, piloto de helicóptero y superviviente del accidente, presionó para que se almacenara alcohol libre de impuestos de forma más segura y se rediseñaran las barras transversales de los asientos de las aerolíneas. Declaró que el almacenamiento de alcohol libre de impuestos en el vuelo 801 contribuyó a la propagación del incendio y que las barras transversales lesionaron a los pasajeros, impidiéndoles escapar del avión. (El propio Small resultó herido al romperse una pierna con una de las barras transversales durante el accidente, pero aun así logró escapar del avión).
El gobierno de Guam movió su página web que cubría el accidente de Korean Air después de que el programa Spamcop alertara al gobierno que el spam fraudulento de pago por adelantado proveniente de Nigeria usaba el enlace del sitio web como parte de la estafa.Los correos electrónicos fraudulentos utilizaban nombres de pasajeros, como Sean Burke, como parte del fraude.
Tras el accidente del vuelo 801 de Korean Air, la NTSB fue informada de que las aerolíneas extranjeras que volaban hacia y desde los EE. UU. no estaban cubiertas por la Ley de Asistencia Familiar en Desastres de Aviación de 1996y Korean Air no tenía un plan para lidiar con la situación. Como resultado, el Congreso de los Estados Unidos aprobó la Ley de Apoyo Familiar a las Aerolíneas Extranjeras de 1997, que exige a dichas aerolíneas presentar planes de asistencia familiar y cumplir con los mismos requisitos que las aerolíneas nacionales. La ley no solo garantiza que todas las víctimas y sus familiares reciban el mismo trato, independientemente de la aerolínea que utilicen, sino que también impulsa a muchas aerolíneas que quizás no hayan considerado la asistencia familiar a considerarla debidamente en sus planes de respuesta ante emergencias.

## Dramatización
Malcolm Gladwell analiza la crisis en el contexto de los efectos culturales sobre las estructuras de poder en su libro Outliers.
La serie de televisión Mayday: catástrofes aéreas (también llamada Air Crash Investigation o Air Emergency) de Discovery Channel Canada/National Geographic dramatizó el accidente en un episodio de 2007 titulado "Accidente del vuelo 801 de Korean Air", aunque también se tituló "Aproximación Frustrada" para el episodio sobre desastres aéreos, y "Aterrizaje a ciegas" para el Reino Unido.
Aparece en la segunda temporada, episodio uno, del programa de televisión ¿Por qué se estrellan los aviones?, en un episodio llamado "Crisis en el Cielo".

## Galería

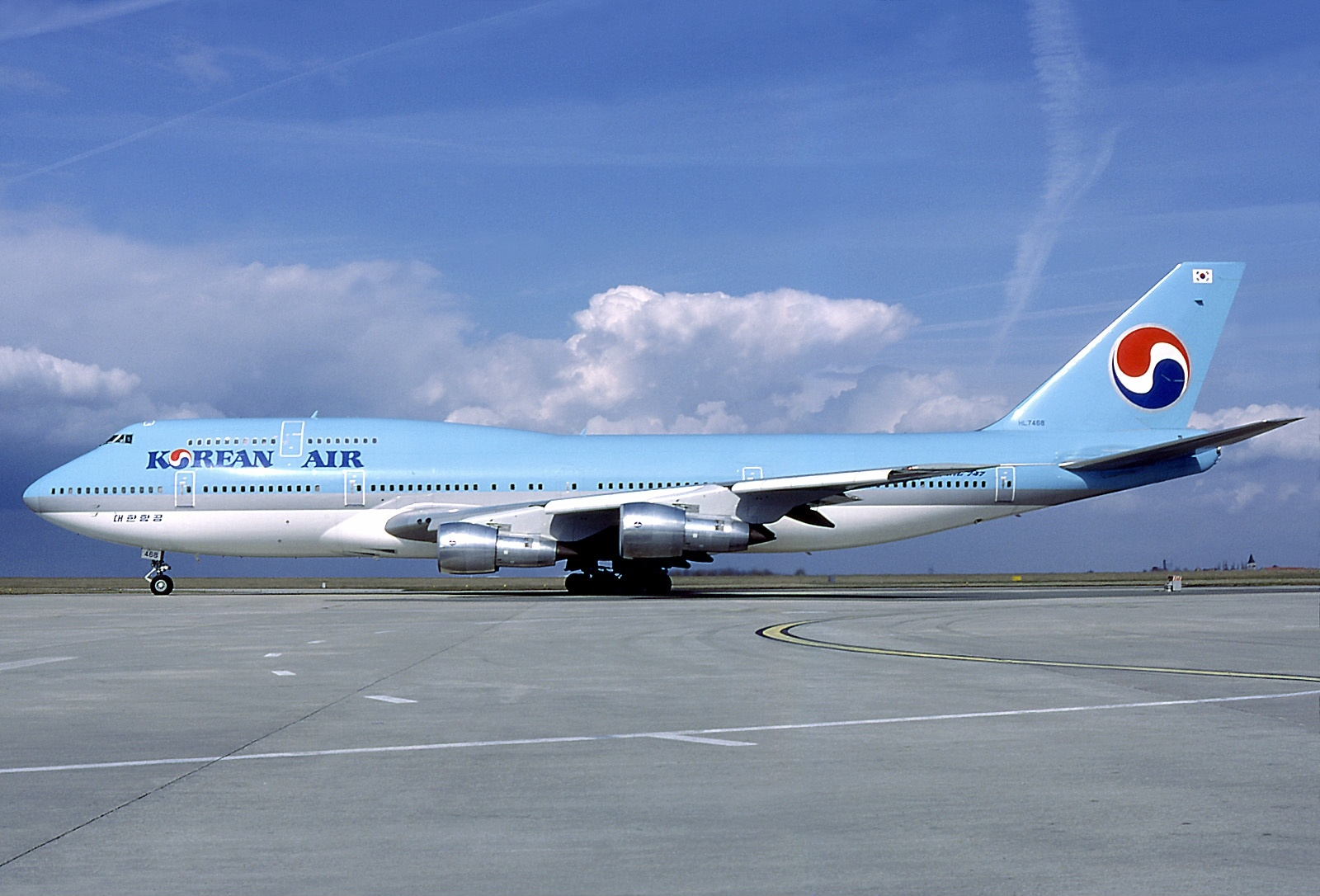
El avión involucrado en el accidente fotografiado en París en marzo de 1985.
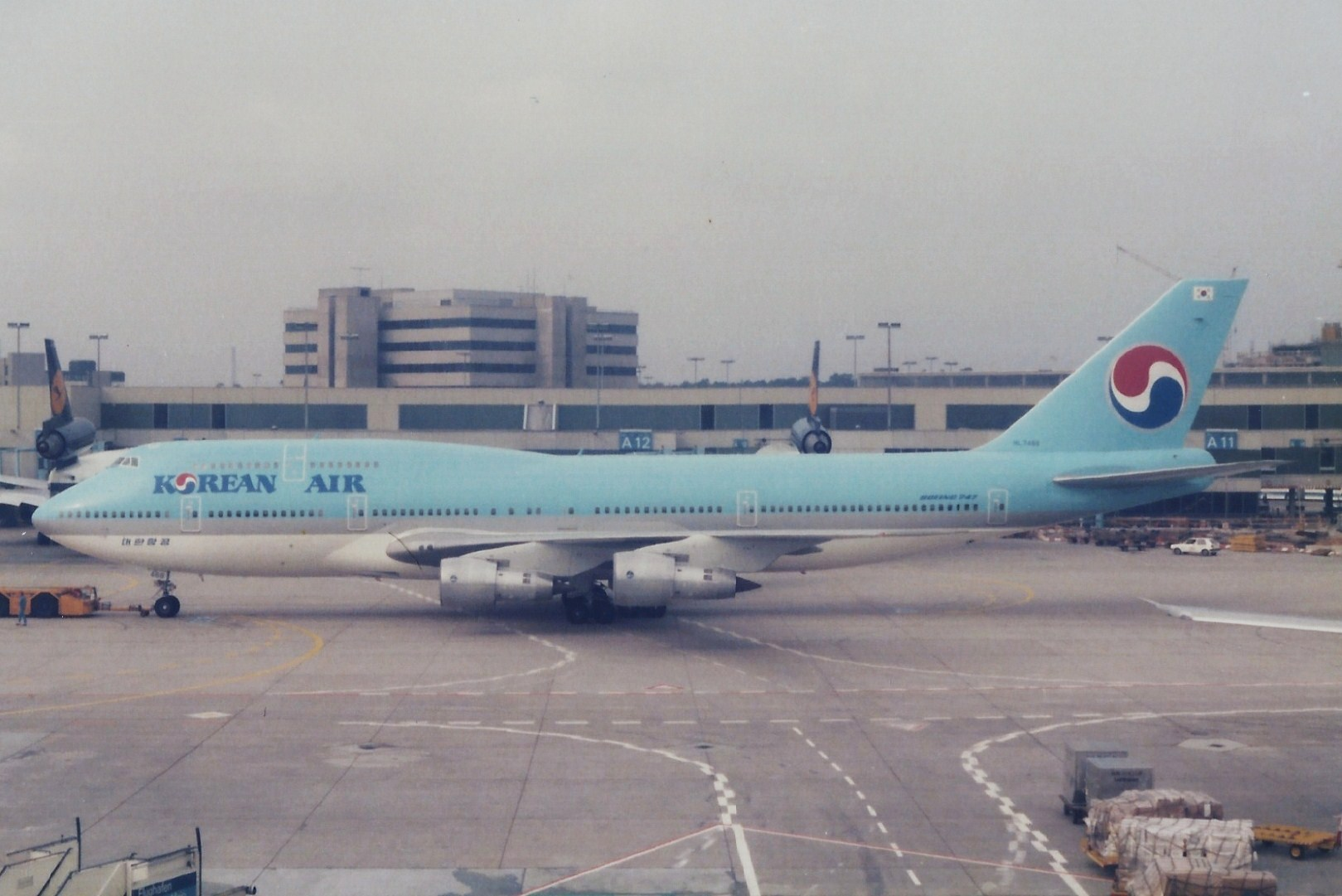
El avión involucrado en el accidente fotografiado en el Aeropuerto de Fráncfort del Meno en octubre de 1985.
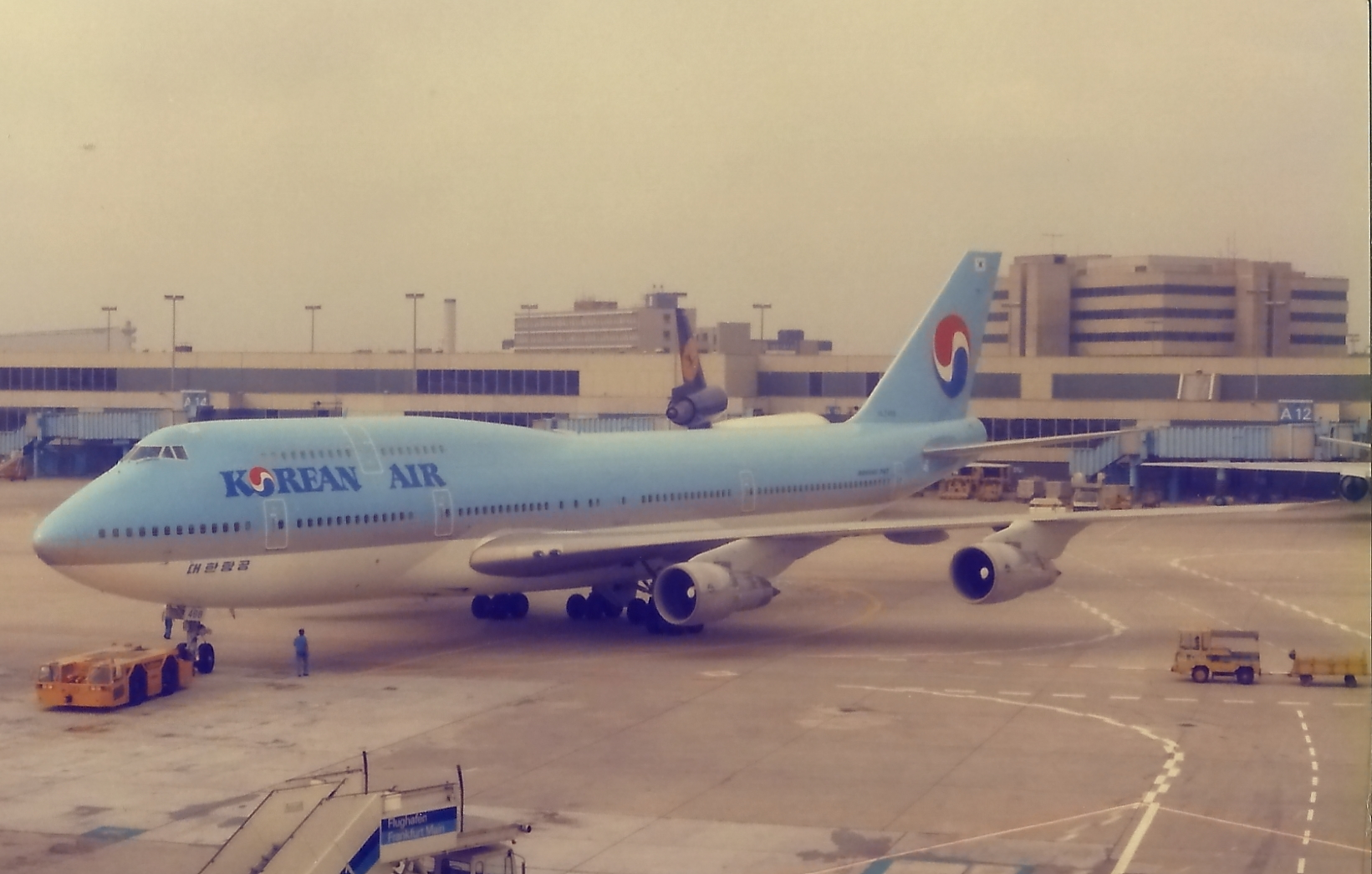
El avión accidentado fotografiado en octubre de 1985.
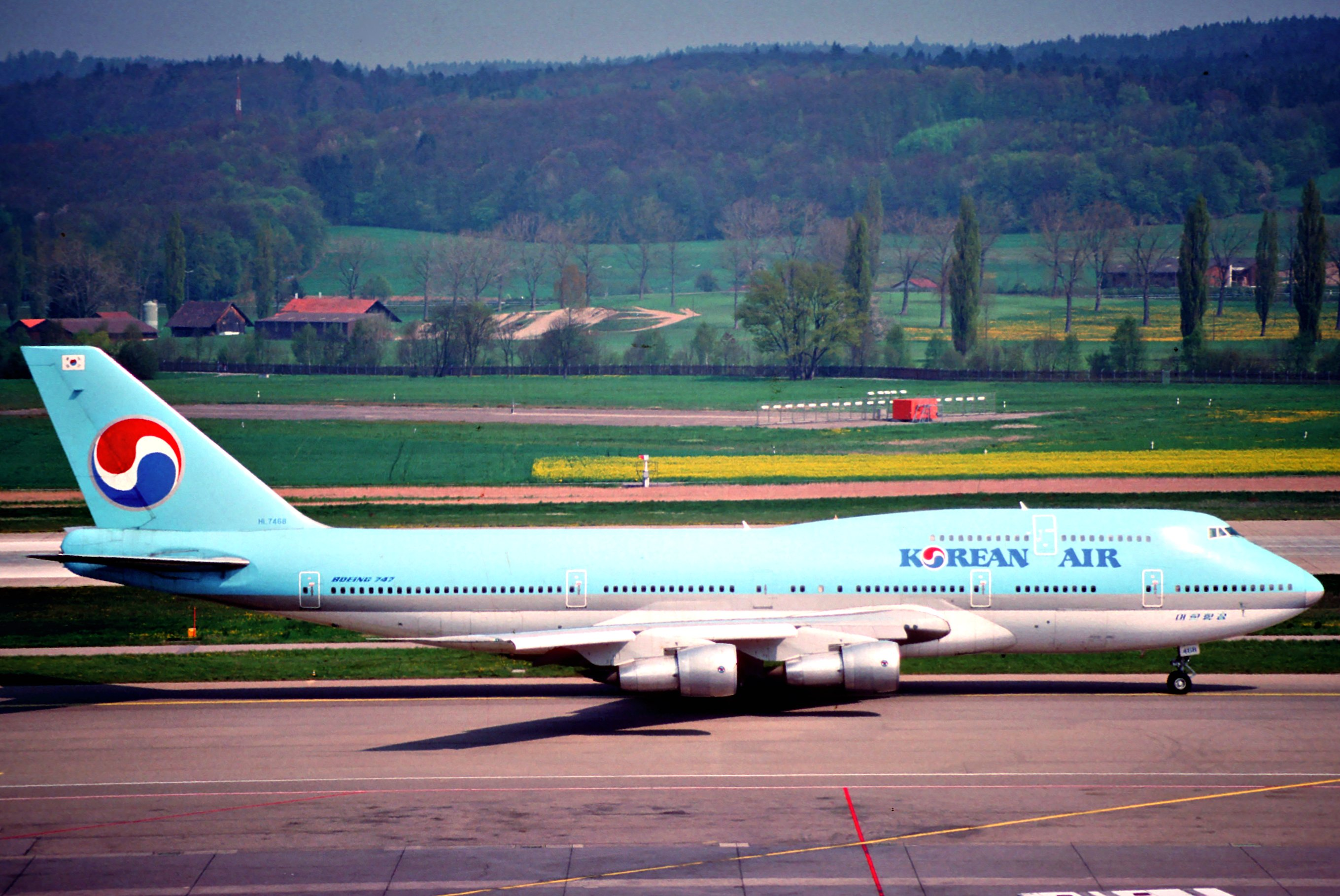
El avión involucrado en el accidente fotografiado en abril de 1990.
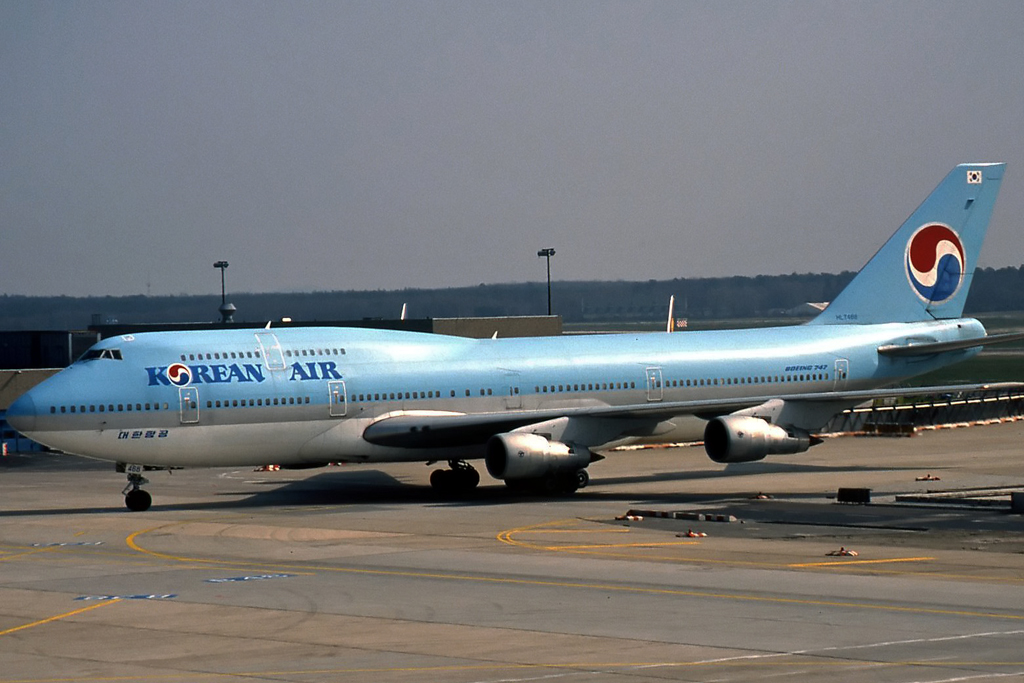
El avión accidentado.